# Nukleozid oksidaza (formiranje H2O2)
Nukleozid oksidaza (formiranje ) (EC 1.1.3.39, nukleozidna oksidaza (formiranje )) je enzim sa sistematskim imenom nukleozid:kiseonik 5'-oksidoreduktaza (formira ). Ovaj enzim katalizuje sledeću hemijsku reakciju
adenozin + 2 O2 + 2O {\displaystyle \rightleftharpoons } 9-riburonoziladenin + 2H2O2 (sveukupna reakcija)
(1a) adenozin + O2 {\displaystyle \rightleftharpoons } 5'-dehidroadenozin +2O2
(1b) 5'-dehidroadenozin + O2 +2O {\displaystyle \rightleftharpoons } 9-riburonoziladenin +2O2
Ovaj flavoprotein (FAD) sadrži hem. Drugi purinski i pirimidinski nukleozidi (kao i 2'-dezoksinukleozidi i arabinozidi) mogu da budu supstrati, dok riboza i nukleotidi nisu supstrati. Sveukupna reakcija se odvaja u dva zasebna koraka, pri čemu se 5'-dehidro nukleozid oslobađa iz enzima da bi služio kao supstrata u drugoj reakciji. Ovaj enzim se razlikuje od EC 1.1.3.28, nukleozidne oksidaze.

## Literatura
- Nicholas C. Price; Lewis Stevens (1999). Fundamentals of Enzymology: The Cell and Molecular Biology of Catalytic Proteins (Third изд.). USA: Oxford University Press. ISBN 019850229X.
- Eric J. Toone (2006). Advances in Enzymology and Related Areas of Molecular Biology, Protein Evolution (Volume 75 изд.). Wiley-Interscience. ISBN 0471205036.
- Branden C; Tooze J. Introduction to Protein Structure. New York, NY: Garland Publishing. ISBN 0-8153-2305-0.
- Irwin H. Segel. Enzyme Kinetics: Behavior and Analysis of Rapid Equilibrium and Steady-State Enzyme Systems (Book 44 изд.). Wiley Classics Library. ISBN 0471303097.

## Spoljašnje veze
- Nucleoside+oxidase+(H2O2-forming) на 